# Lac Wakatipu

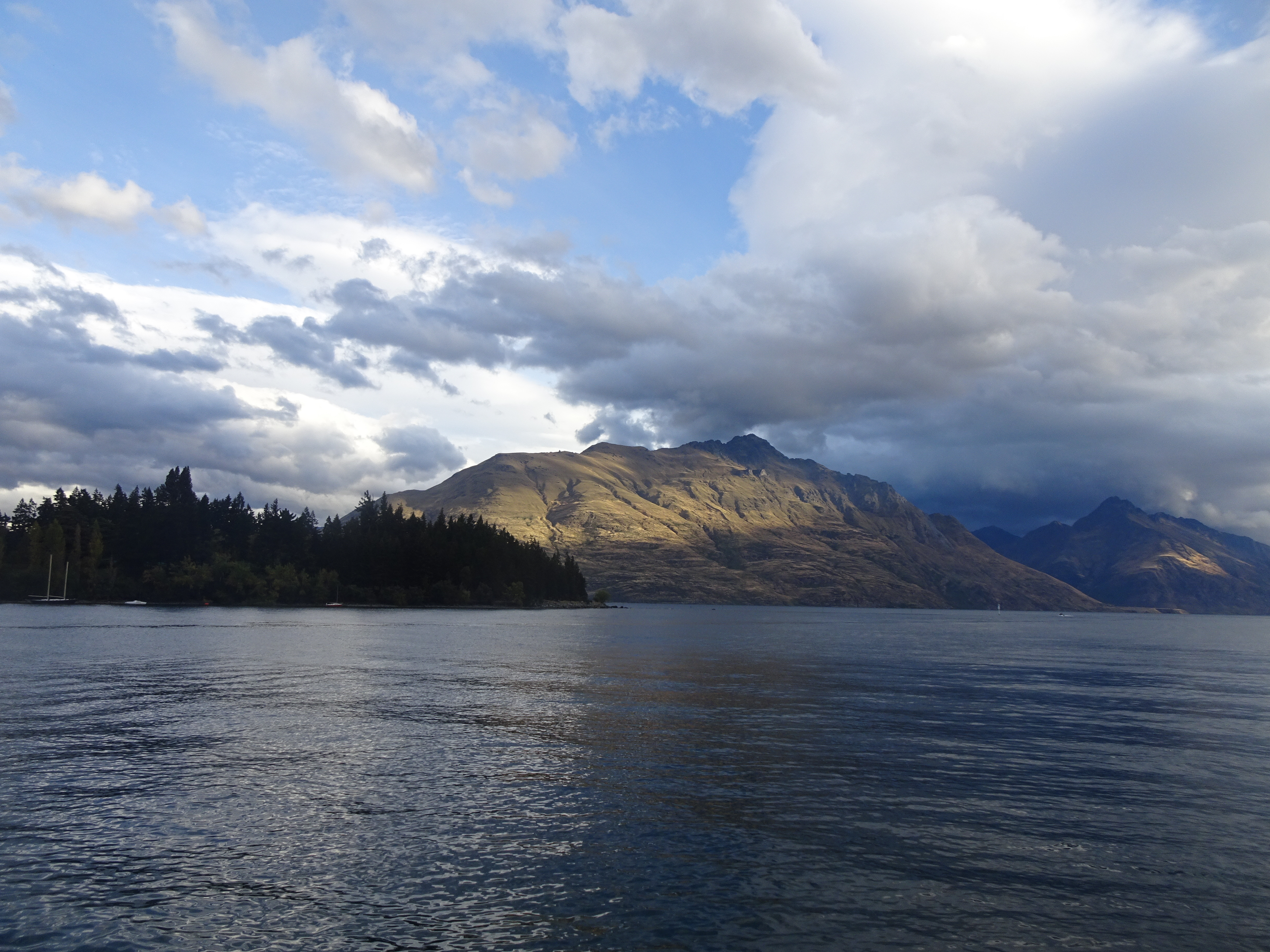
Le pic Cecil, au bord du lac Wakatipu.

Le lac Wakatipu est un lac de Nouvelle-Zélande situé sur l'Île du Sud, au sud-ouest d'Otago, non loin de la frontière avec le Southland. Wakatipu provient du mot māori Whakatipu wai-māori.

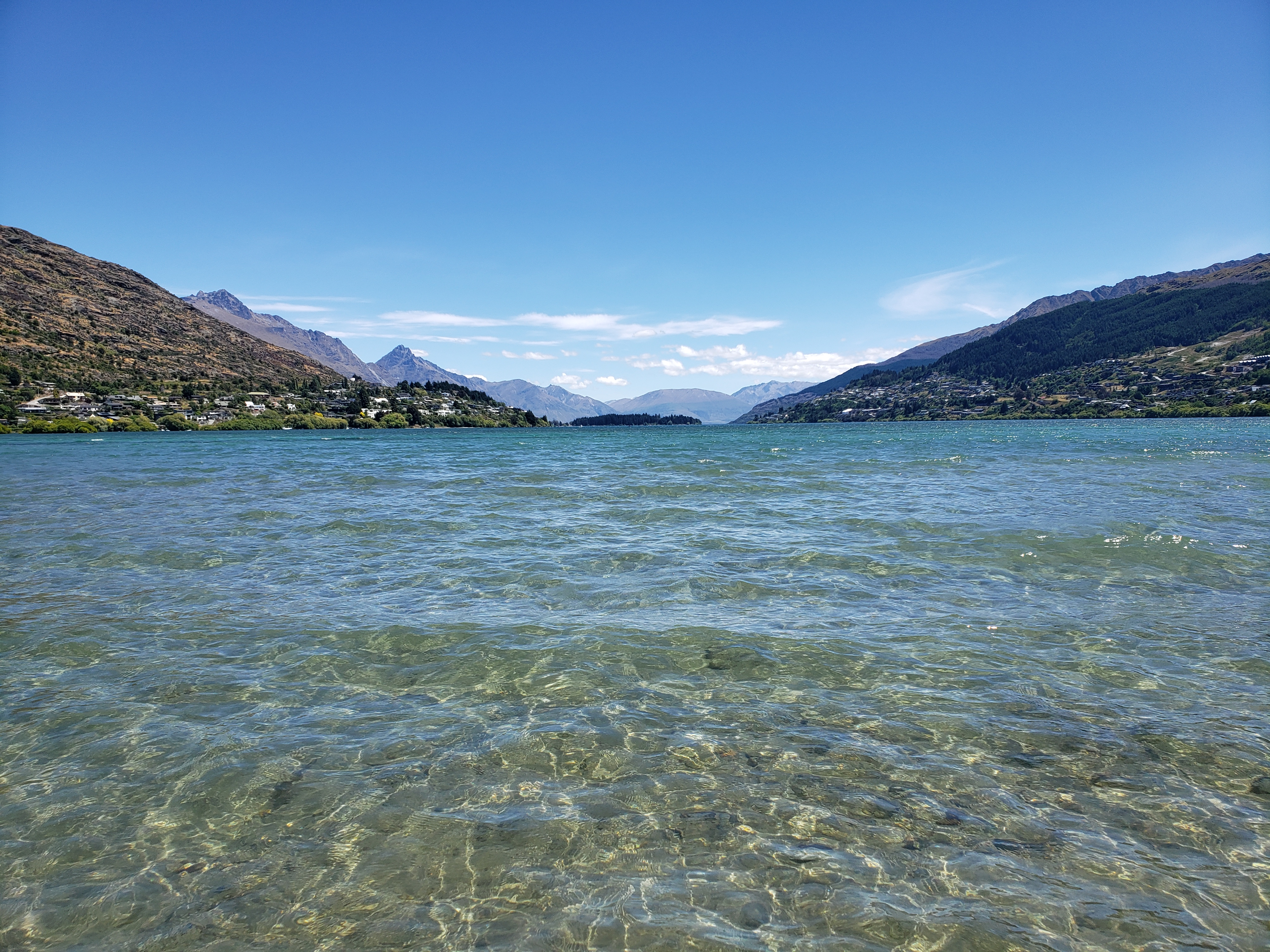
Lac Wakatipu vu de Queenstown, Otago, Nouvelle-Zélande (2023)

## Géographie
Le lac Wakatipu est le plus long lac de Nouvelle-Zélande avec 80 km, et le troisième plus grand avec sa superficie de 291 km2. Il est le troisième ou quatrième lac le plus profond de Nouvelle-Zélande avec une profondeur estimée entre 378 m et 420 m, soit environ 100 m sous le niveau de la mer. Il est dominé par Queenstown Hill situé dans les Alpes du Sud, à une altitude de 310 m. Sa forme générale ressemble à un N inversé. La Dart se jette dans l'extrémité nord. Le lac s'avance vers le sud sur 30 km puis tourne à angle droit vers l'est, se poursuit sur 20 km et tourne de nouveau à angle droit et se termine enfin 30 km plus au sud, près de Kingston.
Le lac est drainé par la rivière Kawarau au niveau de Frankton, 8 km à l'est de Queenstown. Queenstown est construite sur la berge nord du tronçon central, à l'endroit où le lac se courbe vers le sud. Il a une seiche de période 26,7 minutes qui, dans la baie de Queenstown, fait osciller le niveau du lac d'environ 20 cm.
La beauté des paysages montagneux environnant a rendu le lac célèbre. La chaîne des Remarkables est située le long du flanc sud-est. Le lac est une destination prisée pour le tourisme d'aventure grâce à ses nombreuses activités et sports d'extérieur : ski, parapente, saut à l'élastique, randonnée pédestre. Un vieux bateau à vapeur, le TSS Earnslaw parcourt régulièrement ses eaux. La région comporte également plusieurs vignobles.

## Toponymie
L'origine du nom n'est pas connue avec certitude. Il pourrait provenir des Waitaha, un ancien iwi māori qui furent chassés par les Kāti Mamoe. Littéralement, Wakatipu signifie canoë grandissant, ou éventuellement baie grandissante s'il est considéré que l'orthographe originale était Whakatipu, et que le h a été élidé par le dialecte māori de l'île du sud. Ce dialecte est aussi connu pour élider certaines voyelles finales, le nom du lac pourrait donc également provenir de Wakatipua ou Whakatipua (canoë/baie des esprits). Enfin, il pourrait venir de Wakatapu qui signifie vaisseau sacré.

## Légendes
Le lac Wakatipu est associé à de nombreuses légendes māories.

### Te Raikaihaitu
Te Raikaihaitu était un célèbre chef māori qui fut le premier explorateur de l'intérieur des terres de l'île du sud. Il aurait emporté une grande pelle de bois de son pays d'origine avec laquelle il aurait creusé les grands lacs de l'île du sud. Le lac Wakatipu aurait été le plus difficile en raison des rochers et montagnes composant ses environs et aurait nécessité un effort extrême ainsi que de nombreuses incantations.

### Le géant Matau
Manata, la fille d'un chef local, était défendue d'épouser son amant Matakauri. Une nuit, le géant Matau enleva Manata. Le chef promit la main de sa fille à qui la sauverait des griffes du monstre. Profitant de l'obscurité, Matakauri sauva Manata et put enfin l'épouser avec le consentement de son père. Mais Matakauri voulait s'assurer que Matau ne menacerait plus sa femme. Alors que le géant dormait sur le côté avec les jambes repliés, Matakauri mit le feu au monstre. Le feu creusa un trou de la forme du géant allongé, et la chaleur fit fondre la neige des montagnes environnantes qui remplit alors le trou pour former le lac. Aujourd'hui, Glenorchy est à la tête, Queenstown aux genoux, et Kingston à ses pieds. Le cœur de Matau, qui bat encore, provoque l'oscillation du niveau du lac.

## Faune
Le lac abrite une espèce d'anguille d'eau douce, Anguilla dieffenbachii, dont le plus gros spécimen connu a été pêché en 1886. C'est également l'habitat de truites communes, truites arc-en-ciel et saumons. Les eaux poissonneuses font vivre des prédateurs comme le cormoran varié et l'endémique et menacée mouette de Buller.

## Dans les médias
La région du lac Wakatipu et les environs de Queenstown ont été les principaux lieux de tournage de la mini-série policière néo-zélandaise en six épisodes One Lane Bridge tournée en 2020. La principale scène de crime se situe sur et sous le pont qui traverse la rivière Dart près de Glenorchy.